# Куби
Куби (также куба, кубава; англ. kubi, kuba, kubawa) — один из языков западночадской ветви чадской семьи, находящийся на грани вымирания — к настоящему времени практически полностью вытеснен языком хауса. Ранее был основным языком этнической общности куби, населяющей северо-восточные районы Нигерии. Язык бесписьменный.

## Классификация
В соответствии с классификацией чадских языков, предложенной американским лингвистом Полом Ньюманом, язык куби, рассматриваемый как вариант языка дено, вместе с языками беле, боле, галамбу, гера, герума, канакуру (дера), карекаре, кирфи, купто, квами, маха, нгамо, перо, пийя (вуркум) и тангале входит в группу боле западночадской языковой ветви (в статье В. Я. Порхомовского «Чадские языки», опубликованной в лингвистическом энциклопедическом словаре, данная группа упоминается под названием боле-тангле, или боле-тангале). Согласно исследованиям Пола Ньюмана, идиомы куби и дено относятся к кластеру языков собственно боле подгруппы боле группы западночадских языков A.2 подветви западночадских языков A. Эта классификация приведена, в частности, в справочнике языков мира Ethnologue.
В базе данных по языкам мира Glottolog даётся более подробная классификация языков подгруппы боле, составленная Расселом Шухом. В ней язык куби вместе с языком дено отнесён к кластеру куби-дено, который в свою очередь последовательно включается в следующие языковые объединения: языки гера-герума-куби-дено, языки ядерные боле и языки боле. Последние вместе с языками тангале составляют группу западночадских языков A A.2.
Согласно классификации африканских языков чешского лингвиста Вацлава Блажека, язык куби отнесён к подгруппе языков боле-тангале, в которой представлены два языковых объединения: в первое вместе с куби входят языки боле, нгамо, маха, гера, кирфи, галамбу, карекаре, герума, дено, беле, во второе — языки тангале, перо и дера. Подгруппа боле-тангале вместе с ангасской подгруппой в данной классификации являются частью боле-ангасской группы, входящей в свою очередь в одну из двух подветвей западночадской языковой ветви.
В классификации афразийских языков британского лингвиста Роджера Бленча куби вместе с языками гера, герума, дено, буре, куби, гииво (кирфи), галамбу и даза образует языковое единство, входящее в объединение «a» подгруппы боле (или северной подгруппы) группы боле-нгас подветви западночадских языков A.
В классификации чадских языков, опубликованной в работе С. А. Бурлак и С. А. Старостина «Сравнительно-историческое языкознание», язык куби входит в группу боле-тангале подветви собственно западночадских языков.

### Общие сведения
Язык куби был распространён в северо-восточной Нигерии на современной территории штата Баучи в районе Ганджува, в 40 километрах к северо-востоку от города Баучи.
Численность носителей языка куби по данным 1922 года составляла 1 090 человек, по оценкам 1973 года на этом языке говорили не более 500 человек. Согласно данным справочника Ethnologue, в настоящее время язык куби вышел из активного употребления. Представители этнической общности куби перешли на широко распространённый в северной Нигерии язык хауса. Пассивное знание языка сохраняется в основном у старшего поколения куби, но для повседневного общения его не используют. Он имеет лишь символическое значение, выражающее один из признаков этнической идентичности общности куби. По сведениям 1995 года численность этой этнической группы оценивалась в 1 500 человек. По современным оценкам сайта Joshua Project численность куби составляет 2 600 человек (2016). По вероисповеданию представители данной этнической группы в основном мусульмане.